# Пристли, Джон Бойнтон
Джон Бо́йнтон При́стли (англ. John Boynton Priestley, [dʒɒn ˈbɔɪntən ˈpristli]; 13 сентября 1894, Брадфорд — 14 августа 1984, Стратфорд-апон-Эйвон) — английский романист, автор эссе, драматург и театральный режиссёр.

## Биография
Пристли родился 13 сентября 1894 года в Брадфорде в семье провинциального учителя. После окончания обучения работал клерком. Во время Первой мировой войны служил в армии.
После войны поступил в Кембриджский университет, где изучал английскую литературу. Занимался литературной критикой, в частности опубликовал книгу «Личности современной литературы» (англ. Figures in modern literature, 1924). Затем последовало ещё несколько эссе и литературно-исторических трудов. Настоящую известность Пристли принёс роман «Добрые товарищи» (англ. The Good Companions, 1929) о приключениях группы бродячих артистов. Умер 14 августа 1984 года в Стратфорд-апон-Эйвоне.
Пристли стал одним из популярнейших драматургов Великобритании. С 1988 года на сцене Санкт-Петербургского Театра сказки идёт спектакль «Зелёная кровь» по повести Пристли «Сноглл».

## Личная жизнь
Был женат трижды. В первом браке родилось две дочери (1923 и 1924), жена умерла от рака (1925). В новом браке родилось две дочери и сын. В 1953 году Пристли женился на археологе Жакетте Хоукс, известной феминистке и исследовательнице доисторического мира.

## Экранизации
- 1963 — «Теперь пусть уходит», (телеспектакль), режиссёр Сергей Алексеев
- 1964 — «Золотое руно» (радиоспектакль)
- 1967 — «Доктор Солт уезжает» (телеспектакль)
- 1967 — «Гендель и гангстеры» (телеспектакль)
- 1969 — «Улица Ангела» (телеспектакль)
- 1972 — «Опасный поворот»
- 1973 — «Он пришёл» (телеспектакль)
- 1974 — «Лишний день в июне» (телеспектакль Ленинградского телевидения)
- 1974 — «Время и семья Конвей» (спектакль театра им М. Н. Ермоловой, 2 серии)
- 1976 — «Бешеное золото»
- 1978 — «31 июня»
- 1979 — «Инспектор Гулл»
- 1980 — «Скандальное происшествие в Брикмилле»
- 1984 — «Зелёная комната» (фильм-спектакль)
- 1984 — «Время и семья Конвей»
- 1991 — «Призраки зелёной комнаты»
- 2013 — «Мухнем на луну» (фильм-спектакль), поставлен режиссёром Арменом Элбакяном, по мотивам пьесы «Скандальное происшествие с мистером Кеттлом и миссис Мун»

Также множество зарубежных экранизаций, мюзиклов и радиоспектаклей.
- 1932 — «Старый тёмный дом»
- 1933 — «Хорошие компаньоны» / The Good Companions
- 1954 — «Визит инспектора» (Великобритания, режиссёр Гай Хэмилтон)
- 1957 — «Хорошие компаньоны» / The Good Companions
- 1965 — «Опасный уголок» / Dangerous Corner (Австралия)
- 1982 — «Визит инспектора» / An Inspector Calls (Великобритания, режиссёр	Майкл Симпсон)
- 1985 — «Время и семья Конвей» / Time and the Conways (Великобритания, режиссёр Майк Варди)
- 1986 — «Утраченные империи» / Lost Empires (Великобритания, режиссёр Алан Гринт), сериал
- 1987 — «Когда мы поженимся» / When We Are Married (Великобритания, режиссёр Бэрри Дэвис)
- 1994 — «Сон в летний день» / A Summer Day's Dream (Великобритания, режиссёр Кристофер Морахэн)
- 2006 — «Последний отпуск» / Last Holiday (США, режиссёр Уэйн Ван)
- 2015 — «Инспектор пришел» (Гонконг, режиссёры Рэймонд Вон, Герман Яу)
- 2015 — «Визит инспектора» (телевизионная экранизация BBC, режиссёр Эшлин Уолш)